# 考陶福
考陶福，是匈牙利沃什州所辖的一个村，总面积4.81平方公里，总人口377，人口密度78.4人/平方公里（2010年1月1日）。